# Haringhaaien
Haringhaaien (Lamnidae) zijn een familie van grote haaien.

## Kenmerken
Deze haai kan een lengte bereiken tot 6,4 meter en heeft een puntige snuit en spoelvormig lijf. Ze hebben brede kieuwspleten, de eerste rugvin is hoog, rechtopstaand, hoekig en een beetje afgerond. De tweede rugvin en de aarsvin zijn klein. Ze hebben een zogenaamde staartkiel (zie afbeelding), grote tanden, de vijfde kieuwspleet staat voor de borstvin en het spuitgat ontbreekt soms. 

## Leefwijze
Het zijn snelle zwemmers, echte predators, sommige vallen mensen aan. De beruchte witte haai (Carcharodon carcharias, ook wel mensenhaai genaamd) behoort tot deze familie.

## Voortplanting
Ze zijn eierlevendebarend, de embryo’s voeden zich met een dooierzak en andere stoffen die het moederlichaam produceert.

## Geslachten
- Lamna Cuvier, 1816
- Carcharodon A. Smith, 1838
- Isurus Rafinesque, 1810

## Uiterlijk

Bakerhaaien (Orectolobiformes) · Doornhaaiachtigen (Squaliformes) · Echinorhiniformes · Grauwe haaien (Hexanchiformes) · Makreelhaaien (Lamniformes) · Grondhaaien (Carcharhiniformes) · Zee-engelen (Squatiniformes) · Varkenshaaien (Heterodontiformes) · Zaaghaaien (Pristiophoriformes)